# Kozińce (szczyt)
Kozińce (776 m) – szczyt w Beskidzie Śląskim. Stanowi kulminację grzbietu, który biegnie w kierunku północno-zachodnim od szczytu Kubalonki i rozdziela doliny Wisły oraz Głębiczka (niżej – Kopydła). Stok wschodni opada do potoku Kluczok.
Nazwa (pierwotnie być może w formie Koziniec) wiąże się z dawnym wypasaniem kóz w okolicznych lasach. Obecną nazwę (Kozińce w liczbie mnogiej) przeniesiono z rozrzuconego wokół szczytu osiedla. Łąka na Kozińcach wspominana była w urbarzu Komory Cieszyńskiej w 1722 r. (...von Wiese auf dem Koczinczach...) oraz w dokumentach sprzedaży z roku 1911 (Wiese na Kozinczach...).
Tereny podszczytowe Kozińców pokrywają polany, natomiast stoki w niższych partiach są w większości zalesione. Prawie na samym szczycie stoi budynek, w którym przez wiele lat mieściło się schronisko turystyczne na Kozińcach, schronisko młodzieżowe PTSM, a tuż obok – maszt wzniesionej w latach 60. XX w. telewizyjnej stacji przekaźnikowej. Na północno-zachodnim stoku narciarski wyciąg orczykowy, rozebrany kilka lat temu.
Tuż na południe od szczytu krzyżują się szlaki turystyczne: szlak zielony z Wisły Nowej Osady na przełęcz Kubalonkę ze szlakiem żółtym z Wisły Głębców na przełęcz Szarculę. Północne stoki Kozińców trawersuje szlak czarny z Wisły Nowej Osady do Wisły Głębców.